# Карл Лангер (футболіст)
Карл Лангер (нім. Karl Langer, 9 вересня 1906 — грудень 1942) — австрійський футболіст, що грав на позиції лівого крайнього нападника. Відомий виступами у складі клубу «Флорідсдорфер». 

## Клубна кар'єра
1927 році розпочав виступи у складі клубу «Флорідсдорфер». У своєму першому сезоні забив 19 голів і увійшов до п'ятірки найкращих бомбардирів сезону, а клуб посів п'яте місце. Також клуб дістався півфіналу кубка Австрії. Наступного сезону клуб повторив своє досягнення у чемпіонаті, а на рахунку Лангера цього разу було 11 забитих м'ячів. А ще за рік у сезоні 1929/30 команда стала шостою.
Сезон 1930/31 Лангер розпочав у «Флорідсдорфері», але взимку приєднався до команди «Рапід» (Відень), де мав змінити на позиції лівого крайнього легенду клубу Фердинанда Весели. За півроку Карл зіграв 4 матчі у чемпіонаті (1 гол) і три у кубку Австрії. Став бронзовим призером чемпіонату.
Новий сезон 1931/32 років розпочав у команді «Ваккер», після чого повернувся у «Флорідсдорфер», у складі якого виступав до 1935 року. Найвищим результатом у чемпіонаті, якого досягла команда в цей час було 7 місце у 1934 і 1935 роках. У кубку Австрії у складі «Флорідсдорфера» був півфіналістом у 1933 році, поступившись «Аустрії» (1:4) і у 1934 році, коли на шляху до фіналу стала «Адміра» (0:1).
У 1934 році клуб виграв кваліфікаційний турнір до кубка Мітропи, обігравши клуби «Вінер АК» (1:0) і «Відень» (0:0, 2:1). У самому турнірі для провідних клубів Центральної Європи «Флорідсдорфер» зустрівся з сильним угорським «Ференцварошем». Уже у першому матчі в Будапешті фаворит упевнено здобув перемогу з рахунком 8:0. У матчі-відповіді австрійці певний час вели в рахунку, але все ж також поступилися з рахунком 1:2.
Загалом у складі «Флорідсдорфера» з 1927 по 1935 рік у чемпіонаті зіграв 152 матчі, у яких забив 54 голи.

## Виступи за збірну
Виступав у складі збірної Відня. Дебютував у 1928 році у поєдинку проти збірної Братислави (6:0). У 1929 році брав участі у грі проти Загреба (1:2) і у грі проти Праги (5:4), у якій відзначився забитим голом. Також виступав у грі проти збірної Південно-Східної Німеччини (7:2). У 1930 році грав проти тих же Праги (2:1) і Загреба (8:0), але уже у матчах на своєму полі. Також виступав у грі проти збірної Угорщина-Б (2:2), у якій відзначився забитим голом.

## Статистика

### Статистика в чемпіонаті
| Сезон   | Клуб          | Матчі | Голи | Місце |
| ------- | ------------- | ----- | ---- | ----- |
| 1927/28 | Флорідсдорфер | 24    | 19   | 5     |
| 1928/29 | Флорідсдорфер | 22    | 11   | 5     |
| 1929/30 | Флорідсдорфер | 20    | 3    | 6     |
| 1930/31 | Флорідсдорфер | 9     | 1    | 9     |
| 1930/31 | Рапід         | 4     | 1    | 3     |
| 1931/32 | Ваккер        | 11    | 1    | 6     |
| 1931/32 | Флорідсдорфер | 11    | 4    | 11    |
| 1932/33 | Флорідсдорфер | 22    | 7    | 10    |
| 1933/34 | Флорідсдорфер | 22    | 3    | 7     |
| 1934/35 | Флорідсдорфер | 22    | 6    | 7     |

### Статистика виступів у кубку Мітропи
| №                      | Розіграш               | Стадія                 | Дата та місце проведення | Команда 1              | Рахунок | Команда 2     | Голи |
| ---------------------- | ---------------------- | ---------------------- | ------------------------ | ---------------------- | ------- | ------------- | ---- |
| 1                      | 1934                   | 1/8                    | 17.06.1934 Будапешт      | Ференцварош            | 8:0     | Флорідсдорфер |      |
| 2                      | 1934                   | 1/8                    | 23.06.1934 Відень        | Флорідсдорфер          | 1:2     | Ференцварош   |      |
| Всього у кубку Мітропи | Всього у кубку Мітропи | Всього у кубку Мітропи | Всього у кубку Мітропи   | Всього у кубку Мітропи | 2       |               | 0    |